# Tétrafluorohydrazine
La tétrafluorohydrazine est le composé chimique de formule N2F4. C'est un analogue fluoré de l'hydrazine. Elle se présente sous l'aspect d'un gaz incolore très réactif qui explose au contact des matières organiques, ce qui rend sa manipulation particulièrement dangereuse.
On prépare la tétrafluorohydrazine à partir du trifluorure d'azote NF3 en présence d'un fluorure métallique tel que le fluorure de cuivre(I) CuF ou le fluorure de fer(II) FeF2, par exemple :
2 NF3 + 2 CuF → N2F4 + 2 CuF2 à 375 °C
N2F4 intervient comme intermédiaire ou comme catalyseur dans certains procédés de synthèse chimique.
La tétrafluorohydrazine a été utilisée dans les années 1950 et 1960 comme oxydant énergétique dans les recherches en astronautique visant à développer des propergols performants dans le contexte de la guerre froide. Le propergol liquide constitué par le système N2F4 / B5H9 (pentaborane) a été particulièrement étudié, notamment en URSS, avant d'être abandonné en raison de son coût (le bore est un élément cher) et des questions de sécurité induites par l'utilisation de tels ergols (la tétrafluorohydrazine est elle-même particulièrement dangereuse à manipuler, et sa combustion avec le pentaborane produit entre autres du fluorure d'hydrogène HF, à la fois très toxique et fortement corrosif).

## Articles liés
- Hydrazine
- Propergol liquide
- Pentaborane